# Vastenavondmuziek (Van Lijnschooten)
Vastenavondmuziek is een compositie voor harmonieorkest van de Nederlandse componist Henk van Lijnschooten. De compositie werd geschreven in opdracht van de "Commissie van samenwerking der vier landelijke organisaties op het gebied van harmonie en fanfare in Nederland".